# 국도 제B2호선 (나미비아)

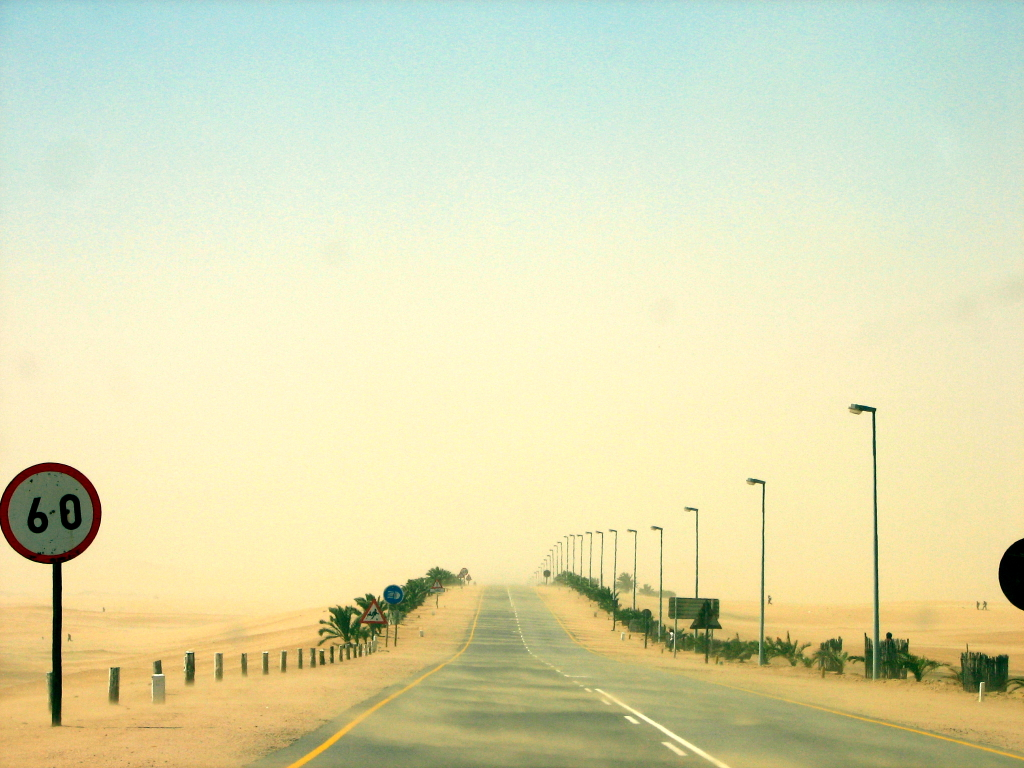
월비스베이 근처의 나미비아 국도 B2호선

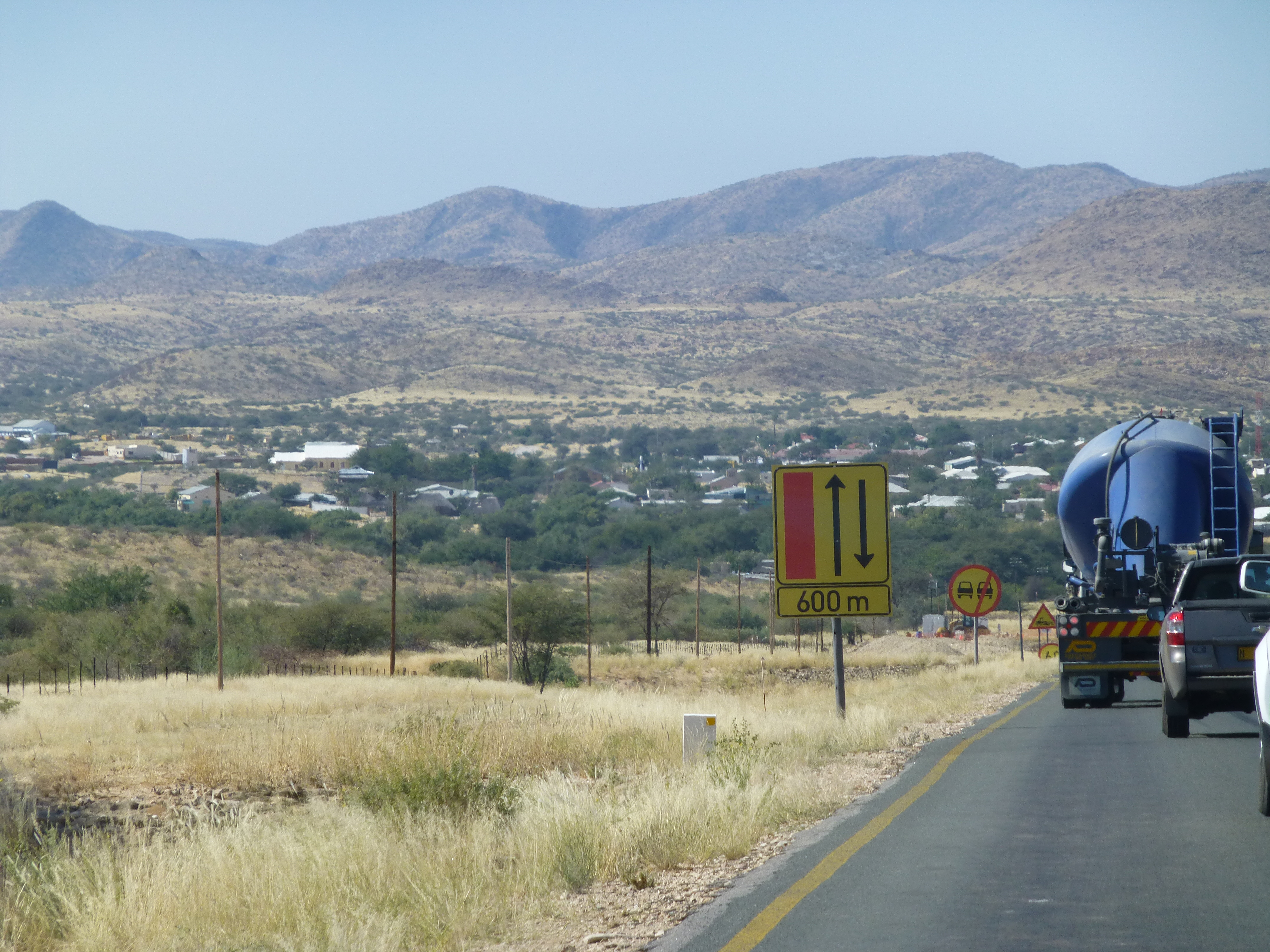
아란디스 주변을 통과하고 있는 나미비아 국도 B2호선

국도 제B2호선(독일어: Nationalstraße B2, B2 road)은 오카한자와 월비스베이를 이어주는 나미비아의 일반 국도로, 총 연장은 320km이다. 통과하는 지역은 에롱고주와 오초존주파주 등 2곳이 있다. 중간에는 국도 제B1호선과도 접근한 것으로 드러나고 있다.

## 주요 경로
국도 B2호선은 지방도 C14호선과 교차하고 있는 월비스베이를 기점으로, 대서양의 연안을 쭉 따라 북쪽으로 약 35km 이격한 스바코프문트까지 연결된다. 이후에는 오카한자 부근의 국도 B1호선과 접촉하는 교차로까지 이어주며, 나미비아 내륙을 통해 북동부, 동부 방면으로 향한다. 또한 이 도로 노선은 나미브-나우크루프트 국립공원과 나미브 사막을 주요 연선으로 잇는다. 주요 경유 도시로는 카리비브, 우사코스, 아란디스, 스바코프문트 등이 있다.